# Anastrozolo
L'anastrozolo è inquadrabile nel gruppo dei farmaci ormonali, capaci cioè di interferire con la produzione o l'azione di determinati ormoni.
Nella patogenesi del carcinoma mammario  è possibile una dipendenza ormonale, spesso di tipo estrogenico. In questi casi le cellule tumorali, che per svilupparsi hanno bisogno di estrogeni, presentano sulla loro superficie dei recettori ormonali (ER) specifici per questi ormoni. La endocrino terapia ha come obiettivo di impedire al tumore di utilizzarli mediante la somministrazione di farmaci anti-estrogeni.
Nelle donne che si trovano in età post-menopausale e quindi hanno un'attività ovarica ridotta (l'ovaio è il principale produttore di estrogeni) la principale fonte di questo ormone deriva dalla conversione degli androgeni (gli ormoni sessuali maschili prodotti dalle ghiandole surrenali) in estrogeni da parte di un enzima specifico, l'aromatasi che agisce di preferenza nel tessuto adiposo.
L'anastrozolo, noto anche come inibitore dell'aromatasi, è capace di bloccare questa conversione riducendo di fatto la quantità di estrogeni circolanti.
Viene abitualmente impiegato in casi di cancro avanzato o recidivante in donne in post menopausa.
Oggi si discute molto se sia il farmaco di scelta in questi casi, se e con quali altre terapie deve essere associato (chemioterapia e terapia chirurgica), se sia o meno preferibile al tamoxifene che sembra avere effetti collaterali più gravi.

## Uso nello sport
Il suo impiego si è diffuso illecitamente nel settore sportivo per contenere i livelli di estrogeni a livelli tali da non indurre accumulo di grasso o ritenzione idrica; in pratica è associato in combinazione stack all'impiego di steroidi aromatizzabili quali testosterone, nandrolone e boldenone.